# Parafia Matki Bożej Fatimskiej w Kielcach-Dyminach
Parafia Matki Bożej Fatimskiej w Kielcach-Dyminach – parafia rzymskokatolicka w Kielcach. Należy do dekanatu Kielce-Południe diecezji kieleckiej. Założona w 1988. Jest obsługiwana przez księży diecezjalnych. Mieści się przy ulicy Sukowskiej, na Dyminach.
Na terenie parafii znajduje się Kaplica Matki Bożej Częstochowskiej w Kielcach. 

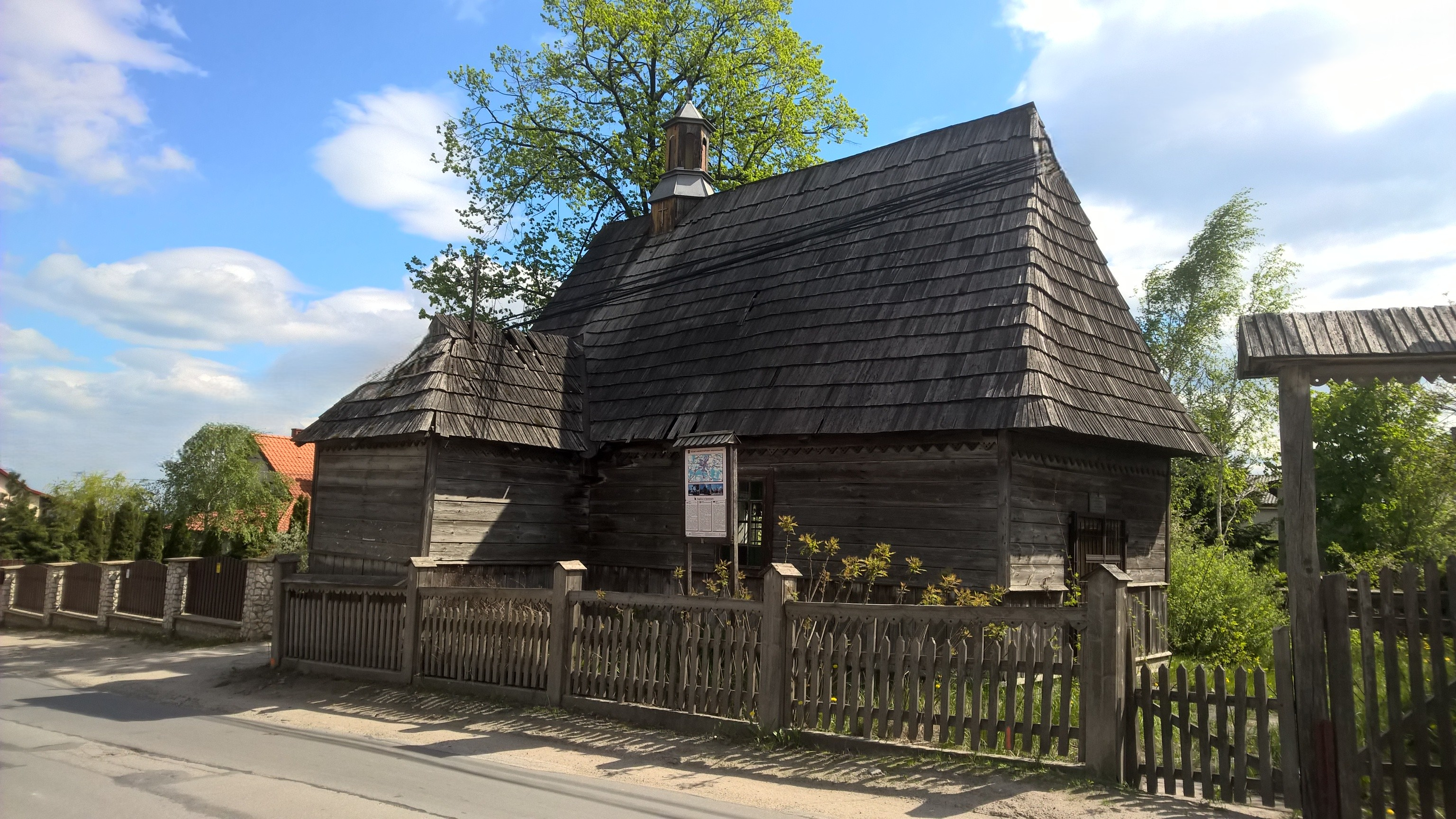
Kaplica W Dyminach

## Proboszczowie
- ks. Tadeusz Szeląg (1988–2022)[1][2]
- ks. Adam Rosochacki (2022–)[1][3]